# Benn Q. Holm
Benn Quist Holm (født 24. april 1962 i København) er en dansk forfatter til en lang række realistiske romaner fra især København igennem de seneste årtier. Ud over sine romaner har han også skrevet artikler og essays.  

## Liv og karriere
Efter i 1992 at være blevet cand.phil. i litteraturvidenskab debuterede han i 1994 som romanforfatter med romanen Til verdens ende. Hans gennembrud til en bredere læserskare skete i 1998 med Hafnia Punk, der stadig regnes som et af hans væsentligste værker. Romanen er en kollektivroman der skildrer ti ca. 30-årige københavnere, hvis liv fletter sig ind og ud af hinanden igennem året 1997. Fodboldklubben FCK spiller en central rolle.
Hans slægtsroman Album fra 2002, der følger tre familier igennem 30 år, er hans bedst sælgende roman. Ekstra Bladet skrev: “Benn Q. Holms foreløbige hovedværk – en besættende litterær film, ladet med smerte, dramatik, humor, growlen, råben, skrigen, stumme omfavnelser og næsten lydløse orgasmer.” I 2008 blev romanen filmatiseret som en en tv-serie, instrueret af Hella Joof.
Blandt hans nyere romaner kan nævnes Boi Wagner fra 2023, der fik fem stjerner i Berlingske Tidende. Anmelderen skrev: “Benn Q. Holm kan nemlig med sin pen noget helt uovertruffet med tempo, replikker og ikke mindst seje sceneskift, hvor i det ene øjeblik manden er eksistentialistisk filosof og i det næste knivskarp satiriker.”
Benn Q. Holm er oversat til flere sprog og hædret med en række legater, heriblandt Danmarks største legat, Statens Kunstfonds treårige arbejdslegat.
Benn Q. Holm er gift og far til tre døtre. Han arbejder hjemme i sin lejlighed på Østerbro i København. Ligesom flere af sine romankarakterer følger han passioneret fodboldklubben FCK. Også musik spiller en stor rolle i både hans liv, hans skriveproces og hans romaner.

## Temaer og stil
Holms prosa er karakteriseret ved en ligefrem og til tider melankolsk tone, der skaber en særlig intimitet mellem læseren og historien.
Stemninger i hans romaner er ofte knyttet til detaljerede beskrivelser af København i en grad så han kalder sig selv “en slags hjemstavnsforfatter” fra København. Hans fokus på den detaljerede, realistiske beskrivelse finder man også i udforskningen af hans tilbagevendende temaer: parforhold, venskaber, narko og alkohol.
Holms hovedpersoner slår sig på livet. De er ofte utilfredse, og det virker ikke til at de ville være blevet mere tilfredse hvis deres liv var faldet anderledes ud.